# Manfred Gans
Manfred Gans (* 27. April 1922 in Borken, Deutschland; † 12. September 2010 in Fort Lee), auch bekannt unter seinem englischen Namen Frederick Gray, war ein deutsch-jüdischer Flüchtling und Soldat der britischen Armee während des Zweiten Weltkriegs. Bekannt wurde er durch eine Rettungsmission, bei der er seine Eltern aus dem Konzentrationslager Theresienstadt befreite.

## Leben
Manfred Gans stammte aus einer niederländisch-deutschen, wohlhabenden orthodoxen jüdischen Familie. Sein Großvater Carl Gans war aus Winterswijk ins nahe gelegene Borken eingewandert und hatte dort einen Textilgroßhandel aufgebaut, den sein Sohn Moritz und dessen Ehefrau Else, geb. Fraenkel aus Völksen, später übernahmen und unter dem Namen M. & E. Gans – En Gros Export sehr erfolgreich weiterführten. Moritz Gans wurde als Offizier im Ersten Weltkrieg schwer verwundet. 1929 wurde er für die SPD in den Borkener Stadtrat gewählt.

### Kindheit und Jugend in Borken
Manfred Gans war der zweite von drei Söhnen von Moritz und Else Gans. Er besuchte das Gymnasium Remigianum seiner Heimatstadt. Aufsehen, teils Bewunderung unter ihren Mitschülern erregte, dass sein älterer Bruder Karl und er im vom NS-Staat eingeführten Rassekundeunterricht ihrem Lehrer energisch widersprachen. Schritt um Schritt verschärften die Nationalsozialisten die antisemitischen Repressionen. Die Gans-Söhne waren mehrfach im Landwerk Neuendorf zu Besuch, einer Ausbildungsstätte der Hachschara, das ihr Onkel Alexander Moch seit Januar 1933 leitete. Dort lernte Manfred Gans seine spätere Frau Anita, geb. Lamm, die Tochter eines Berliner Textilkaufmanns, kennen. Sein Bruder Karl wanderte 1936 nach Palästina aus. Ihren damals 15-jährigen Sohn Manfred schickten die Eltern im Juli 1938 nach England.

### In England
In London lebte Manfred Gans anfangs in London bei einer jüdischen Familie in Golders Green, dann im Stadtteil Brent Brent. Er lernte Englisch und trat als 16-Jähriger bei der Zulassungsprüfung zu britischen Universitäten an, die vom Joint Matriculation Board abgenommenen wurde und deshalb im Volksmund „Matric“ hieß. Er bestand sie in allen Fächern – außer in Englisch. Im zweiten Anlauf gelang ihm dann das Englisch-Examen. Nachdem sein Onkel Alex Moch es geschafft hatte, die nach den Novemberpogromen ins KZ Sachsenhausen verbrachte Belegschaft des Landwerks Neuendorf freizubekommen und Ende 1938 mit mehr als 100 Schülern aus Neuendorf ins Tythrop House in Kingsey (Buckinghamshire) auswich, war sein Neffe sein Übersetzer. Eine wichtige Bezugsperson für Gans war in der elternlosen Zeit in London Salomon Adler-Rudel.
In Manchester fand Gans eine Arbeit in der Möbelfabrik J.O. Grant & Co. in Salford bei Manchester, die ihm – in einer Zeit, als in (fast allen) englischen Fabriken samstags gearbeitet wurde – als orthodoxem Juden ermöglichte, zusätzliche Nachtschichten zu leisten und dafür am Schabbat frei zu haben. Unterkunft fand er im Kershaw House in Manchester, das das dortige German-Jewish Aid Committee als Quartier für junge jüdische Flüchtlinge eingerichtet hatte. Dort diskutierte er am Schabbat mit Rabbiner Alexander Altmann über religiöse und politische Fragen des Judentums und besuchte zionistische Kundgebungen mit Chaim Weizmann und dem britischen Oberrabbiner Joseph Hertz.

### Zweiter Weltkrieg und Schoa
Mit der Kriegserklärung des Vereinigten Königreichs gegenüber dem Deutschen Reich am 3. September 1939 wurden alle im Vereinigten Königreich lebenden Deutschen zu Enemy Aliens, zu feindlichen Ausländern, erklärt. Mit Beginn des Westfeldzuges im Mai 1940 werden sie interniert, gleich ob sie Sympathisanten oder Opfer der Nationalsozialisten waren, darunter Gans, als einer von fast 60.000 jüdischen Flüchtlingen. Er wurde zunächst in einer leerstehenden Textilfabrik nördlich von Manchester festgesetzt, dann in ein provisorisches Zeltlager bei Shrewsbury verlegt und im September schließlich auf die Isle of Man verschifft, wo die Briten ganze Stadtteile geräumt und eingezäunt hatten, um mehr als 15.000 deutsche, österreichische und italienische Enemy Aliens zu internieren.
Im Dezember 1940, ein halbes Jahr nach seiner Inhaftierung in Manchester, hatte Gans die Möglichkeit, dem Pioneer Corps, einer Hilfseinheit der Armee, beizutreten. Im Januar 1943 wurde er Mitglied der Three Troop (auch 3 Troop geschrieben), einer geheimen Kommandoeinheit der britischen Armee, die der Spezialeinheit No. 10 (Inter-Allied) Commando zugeordnet war. Die Three Troop bestand fast ausnahmslos aus jüdischen Flüchtlingen aus Deutschland, Österreich und dem Sudetenland, wurde von Bryan Hilton-Jones geführt und in Aberdyfi umfassend ausgebildet. Damit Gans in dieser Kommandoeinheit, die auch für den Einsatz hinter den deutschen Linien bestimmt war, nicht als Jude erkennbar war, erhielt er im Soldbuch den Vermerk „C-o-f-E“ (= Church of England) und den neuen Namen „Frederick Gray“. Im Herbst 1943 durchlief er in Cambridge ein Geheimdiensttraining und wurde psychologisch in Verhörstrategien geschult.
Gans wurde als Three-Troop-Spezialist dem 41st Royal Marine Commando zugewiesen, das bei der Operation Overlord am 6. Juni 1944 am Sword Beach, unterhalb von Lion-sur-Mer, nördlich von Caen, landete. Nach dem heftigen Beschuss der Bunkeranlagen „Hindenburg“ und „Moltke“, die den wichtigen Funkstützpunkt „Distelfink“ bei Douvres-la-Délivrande schützten, gelang es Gans, die Besatzungen der beiden Bunker zu überzeugen, dass ihre Lage aussichtslos sei, so dass sie sich ergaben. Dort und in den folgenden Monaten wurde ihm die Vernehmung deutscher Kriegsgefangener übertragen, vor allem die der Offiziere. Auch bei der Operation Infatuate, der Landung der britischen Truppen auf Walcheren am 1. November 1944, war es seine Aufgabe, die deutschen Stellungen zu erkunden und – erfolgreich – Wehrmachtseinheiten zur Kapitulation zu bewegen, unter anderem in Westkapelle und Domburg. Er überredete die deutschen Soldaten im Leuchtturm von Westkapelle, sich zu ergeben. Wegen seiner militärischen Leistungen wurde er, knapp ein halbes Jahr nach Beginn seines Einsatzes als Private (Dienstgrad), am Ende der Operation Infatuate „im Felde“ zum Leutnant befördert. Bei Kriegsende war er in Goes stationiert.

### Theresienstadt
In Goes erfuhr Gans Ende April 1945 über Hermann Elzas, einen Bekannten der Familie Gans, der zu den 1.200 Juden gehörte, die – vermittelt von Jean-Marie Musy – am 6. Februar 1945 aus dem Ghetto Theresienstadt in die Schweiz ausreisen durften, dass seine Eltern im Februar 1945 im Ghetto Theresienstadt lebten. Seinen Eltern hatten die NS-Behörden ihr Haus in Borken genommen und später darin die Gestapo-Zentrale für den Landkreis Borken eingerichtet. Nach einer Warnung eines Borkener Beamten waren sie in letzter Minute am 26. August 1939, fünf Tage vor dem Zweiten Weltkrieg, in die Niederlande ausgereist. Der diensthabende deutsche Zollinspektor am Grenzübergang Kotten hatte trotz ihrer elf Koffer, die so gar nicht zum angegebenen Verwandtenbesuch in Winterswijk passten – oder gerade deshalb – alle Augen zugedrückt und sie durchgewunken. Sie kamen in Zandvoort unter, bis dieser Küstenort im Sommer 1942 großteils evakuiert wurde, um dort Bunkeranlagen für den sogenannten Atlantikwall zu bauen. Moritz und Else Gans tauchten bei einem Bauern in Marssum bei Leeuwarden unter. Sie wurden verraten, am 22. April 1943 verhaftet, in Leeuwarden inhaftiert, am 22. Juni 1943 ins Durchgangslager Westerbork deportiert, von dort am 14. September 1943 ins KZ Bergen-Belsen und am 27. Januar 1944 nach Theresienstadt.
Aufgewühlt durch die Nachricht von Hermann Elzas, organisierte ihr Sohn Manfred Gans sich nach der Kapitulation Deutschlands einen Fahrer samt Jeep und fuhr am 12. Mai 1945 von Goes nach Theresienstadt, um seine Eltern dort herauszuholen. Es ging über Borken inmitten der Flüchtlingsströme durch das kriegszerstörte Deutschland und durch die „Republik Schwarzenberg“. Ein jüdischer Offizier der Roten Armee, mit dem Gans sich auf Jiddisch verständigen konnte, gestattete ihm die Einfahrt in den sowjetisch besetzten Teil Mitteldeutschlands und damit die Fahrt nach Theresienstadt, wo er am 14. Mai, sechs Tage nach dem Eintreffen der Roten Armee, ankam und dort in der Hamburger Kaserne seine Eltern fand. Da Theresienstadt nach einem Typhus-Ausbruch unter Quarantäne stand, durfte er seine Eltern nach dem Wiedersehen nicht mitnehmen. Doch Eduard Meijers, der bedeutendste niederländische Jurist seiner Zeit, der ebenfalls nach Theresienstadt deportiert worden war, gab ihm einen Brief an Königin Wilhelmina mit, den Gans fünf Tage darauf, nach seiner Rückkehr nach Goes, in der Villa Anneville bei Chaam, der damaligen Residenz der Königin und der Kronprinzessin, ihrer Tochter Juliana überreichen konnte und der dazu beitrug, dass die niederländischen Juden (und mit ihnen seine Eltern) ausgeflogen wurden. Der Bericht, den er nach der Rückkehr für seinen Vorgesetzten über diese einzigartige Fahrt zu verfassen hatte, fand größte Aufmerksamkeit.
In den folgenden Wochen und Monaten schrieb und erhielt die über die Niederlande, Palästina, England, die USA und weitere Länder verstreute Großfamilie Gans Hunderte von Briefen, Postkarten und Telegrammen, in denen Familienmitglieder berichteten, wie sie die Schoa überlebt hatten und was sie über das Schicksal der anderen wussten. Etwa 30 Mitglieder der Großfamilie waren ermordet worden.

### Nachkriegszeit
Nach Kriegsende wurde Gans – zu seiner Überraschung – ausgerechnet in seiner Heimatstadt Borken eingesetzt. Im einstigen Haus seiner Eltern hatte Major Cyril Montague Dobbs, der Kreiskommandant (später in dem für die Zeit kennzeichnenden Deutsch-Englisch als »Kreis Resident Officer« bezeichnet), seine Kommandantur eingerichtet. Als die Briten im Juli 1945 das von den US-Truppen angelegte Internierungslager Recklinghausen-Hillerheide (britische Bezeichnung: No. 4 Civilian Internment Camp) übernahmen, wurde er dorthin versetzt, um als Ermittlungsoffizier Nationalsozialisten zu verhören. Ab Herbst 1945 setzte ihn die britische Militärverwaltung in Gladbeck ein. Er war dort unter anderem mit der Aufsicht über den örtlichen Entnazifizierungsausschuss betraut.
Obwohl Gans mittlerweile zum Hauptmann der British Army befördert worden war, gelang es ihm zunächst nicht, die britische Staatsbürgerschaft zu erlangen, da der britische Innenminister Herbert Morrison diese den deutschen Flüchtlingen verweigerte. Im Frühjahr 1946 entschied die britische Regierung, dass deutschstämmige Offiziere grundsätzlich nicht mehr in der britischen Militärverwaltung in Deutschland tätig sein sollten. Infolgedessen wurde Gans als Verhöroffizier zum Internierungslager Staumühle (No. 5 Civilian Internment Camp) beordert, wo er unter anderem mit Hans Aumeier und Alfried Krupp von Bohlen und Halbach zu tun hatte.
Im August 1946 bewilligte die britische Armee Gans die langersehnte Entlassung aus dem Militär. An seine Freundin Anita Lamm schrieb er in einem schönen Wortspiel: „Bald werde ich wieder GANS sein.“ Denn mit seiner Demobilisierung konnte er seine Identität als „Frederick Gray“ ablegen und wieder seinen Geburtsnamen Manfred Gans annehmen.

### In den USA und wieder in Borken
Gans entschied sich, ab Oktober 1946 am Manchester Municipal College of Technology Chemie zu studieren. Im August 1948 heirateten Anita Lamm und Manfred Gans. Nach Abschluss seines Bachelor-Studiums zogen sie in die USA, wo er das Master-Studium am Massachusetts Institute of Technology (MIT) fortsetzte und als Chemieingenieur Karriere machte. Gans erhielt zahlreiche chemietechnische Patente. Er gründete ein Unternehmen zur Planung und Steuerung chemischer Anlagen. Seit 1976 arbeitete er immer wieder als Chief Technical Adviser für UN-Organisationen, unter anderem in Kuba, Argentinien, Vietnam und Brasilien.
Ausgelöst durch eine grundlegende Forschung zur Geschichte der Juden in Borken durch die Borkenerin Mechtild Schöneberg, geb. Oenning, lud die Stadt Borken 1988, anlässlich des 50. Jahrestags der Novemberpogrome, die noch lebenden aus Borken stammenden Juden ein. So kehrte auch Manfred Gans 50 Jahre nach seiner vom NS-Regime erzwungenen Flucht erstmals in seine Heimatstadt zurück. Dort, wo einst die Synagoge gestanden hatte, betete er mit seinem jüngeren Bruder Theo das Kaddisch. Er bezeichnete jene Tage im November 1988 als einzigartig bewegend und bewegend. Danach kann man immer wieder nach Borken zurück, unter anderem, um vor Schülern als Zeitzeuge aus seiner Lebensgeschichte zu erzählen.
Manfred Gans starb ein Jahr nach der Veröffentlichung seiner Autobiographie. Seine Kinder Daniel Gans und Aviva Gans-Rosenberg schenkten dem United States Holocaust Memorial Museum seinen Nachlass, einen überaus reichen Fundus an Briefen, Kalendernotizen und Tagebucheinträgen.

## Nachleben
Die Verbindung zu Borken hielten auch die Kinder und Enkel von Manfred und Anita Gans sowie die Kinder und Enkel seiner Brüder aufrecht. Eine gemeinsame Reise der Gans-Nachkommen aus Israel und den USA, die auf den Spuren von Manfred Gans 2016 seine Route von Goes nach Theresienstadt nachfuhren, gab den Anlass für eine umfassende Auswertung des Nachlasses von Manfred Gans durch Daniel Huhn. Daraus entstanden eine Vielzahl von Zeitungsartikeln, Sendungen im WDR, 2020 die sechsteilige Podcast-Folge Befreiung. Die Geschichte von Manfred Gans (Audible), 2022 ein Buch und 2025 die Kurzserie Roadtrip 1945 für Terra X History des ZDF.

## Auszeichnungen
- 1945: Bronzener Löwe für Tapferkeit und Führung bei der Befreiung der Niederlande[26]
- 1992: Chemical Engineering Practice Award[27]

## Dokumentarfilm
- Eine Reise in die Vergangenheit – Back to Borken. Die Geschichte der jüdischen Familie Gans aus Borken von Daniel Huhn, 2018 (41 Minuten). Stadt Borken und Landschaftsverband Westfalen-Lippe (kostenloser Download)